# João Pereira
João Pedro da Silva Pereira (* 25. Februar 1984 in Lissabon) ist ein ehemaliger portugiesischer Fußballspieler und heutiger -trainer.

## Karriere

### Im Verein
Pereira erlernte das Fußballspielen in der Jugend von Benfica Lissabon und debütierte am 17. August 2003 im Rahmen eines 0:0-Unentschiedens gegen Boavista Porto bei den Profis. In seiner Debütsaison 2003/04 bestritt er 25 Spiele und wurde dabei zumeist im Mittelfeld eingesetzt. In der folgenden Spielzeit 2004/05 war Pereira Teil der Benfica-Mannschaft, welche die Meisterschaft gewann und bestritt viele Spiele von Beginn an, bis er sich mit Trainer Ronald Koeman überwarf und zunächst auf die Bank sowie später in das B-Team verbannt wurde. Nachdem er im Jahr 2006 an Gil Vicente FC ausgeliehen worden war und überzeugt hatte, unterschrieb er beim Verein aus Barcelos einen Anschlussvertrag. Mittlerweile fest auf der Position des Rechtsverteidigers verankert, zog Pereira nach nur einem Jahr weiter zu Sporting Braga, ehe er im Dezember 2009 für eine Ablösesumme in Höhe von drei Millionen Euro von Sporting Lissabon unter Vertrag genommen wurde.
Zur Saison 2012/13 schloss sich Pereira dem spanischen Erstligisten FC Valencia an.
Im Januar 2015 wechselte Pereira in die Bundesliga zu Hannover 96. Er erhielt einen Vertrag bis zum Ende der Saison 2014/15. Nachdem sein Vertrag bei Hannover 96 ausgelaufen war, kehrte Pereira im Sommer 2015 ablösefrei zu Sporting Lissabon zurück. Im Januar 2017 wechselte Pereira in die Türkei zu Trabzonspor. Mit dem Verein gewann er 2020 den türkischen Pokal.
Im Februar 2021 kehrte Pereira zu Sporting Lissabon zurück und gewann mit der Mannschaft am Saisonende die portugiesische Meisterschaft. Im Anschluss beendete Pereira seine Spielerkarriere und wechselte in den Trainerstab des Vereins.

### In der Nationalmannschaft
Pereira nahm mit Portugal an der U19-EM 2003, der U21-EM 2004 sowie an der U21-EM 2007 teil. Insgesamt bestritt er 28 Spiele für die U21-Auswahl. Im Oktober 2010 wurde er vom damaligen Nationaltrainer Paulo Bento erstmals in die A-Nationalmannschaft berufen, woraufhin er im EM-Qualifikationsspiel gegen Dänemark sein erstes Länderspiel bestritt und als Stammspieler an der Europameisterschaft 2012 und Weltmeisterschaft 2014 teilnahm. Bis Ende 2014 bestritt er insgesamt 40 Länderspiele.

## Trainerkarriere
Nach dem Ende seiner Spielerkarriere bei Sporting Lissabon wurde Pereira im Sommer 2021 zunächst Teil des Trainerteams der U23-Mannschaft des Vereins, ehe er diese ein Jahr später hauptverantwortlich übernahm. Ab Sommer 2024 betreute er die B-Mannschaft des Vereins in der dritten portugiesischen Liga. Im November 2024 wurde er als Nachfolger von Rúben Amorim zum Cheftrainer der Profimannschaft ernannt. Nach nur einem Monat wurde er Ende Dezember 2024 von seinen Traineraufgaben freigestellt, nachdem seine Mannschaft nur eines von vier Ligaspielen gewonnen hatte und außerdem in der Champions League nach zwei Niederlagen auf den 17. Tabellenplatz abgerutscht war.

## Erfolge
- Portugiesischer Meister: 2005, 2021
- Portugiesischer Pokalsieger: 2004
- Türkischer Pokalsieger: 2020
- Portugiesischer Supercupsieger: 2005, 2015
- UEFA Intertoto Cup: 2008